# Dołhobyczów (gmina)
Pour les articles homonymes, voir Dołhobyczów.
Dołhobyczów est une gmina rurale (gmina wiejska) du powiat de Hrubieszów, dans la Voïvodie de Lublin, dans l'est de la Pologne, à la frontière avec l'Ukraine.
Son siège administratif (chef-lieu) est le village de Dołhobyczów, qui se situe environ 28 kilomètres au sud-est de Hrubieszów (siège du powiat) et 127 kilomètres au sud-est de la capitale régionale Lublin (capitale de la voïvodie).
La gmina couvre une superficie de 214,19 km2 pour une population de 6 100 habitants en 2006.

## Histoire
De 1975 à 1998, la gmina est attachée administrativement à la voïvodie de Zamość.

Depuis 1999, elle fait partie de la voïvodie de Lublin.

## Géographie
La gmina inclut les villages et localités de :

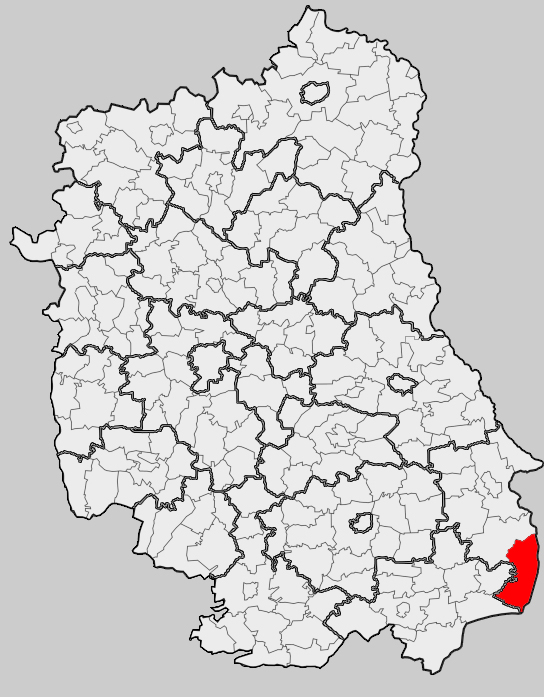
Position de la gmina dans la voïvodie

- Białystok
- Chłopiatyn
- Chochłów
- Dłużniów
- Dołhobyczów
- Dołhobyczów-Kolonia
- Gołębie
- Honiatyn
- Horodyszcze
- Horoszczyce
- Hulcze
- Kadłubiska
- Kościaszyn
- Lipina
- Liski
- Liwcze
- Majdan
- Mołczany
- Myców
- Oszczów
- Oszczów-Kolonia
- Podhajczyki
- Przewodów
- Setniki
- Siekierzyńce
- Sulimów
- Sulimów-Kolonia
- Uśmierz
- Witków
- Wólka Poturzyńska
- Wyżłów
- Zaadamie
- Żabcze
- Zaręka
- Żniatyn

### Gminy voisines
La gmina de Dołhobyczów est voisine des gminy suivantes :
- Mircze
- Telatyn
- Ulhówek

Elle est également frontalière de l'Ukraine

## Structure du terrain
D'après les données de 2002, la superficie de la commune de Dołhobyczów est de 214,19 kilomètres carrés, répartis comme telle :
- terres agricoles : 79 %
- forêts : 16 %

La commune représente 16,87 % de la superficie du powiat.

## Démographie
Données du 31 décembre 2010:
| Description        | Total  | Total | Femmes | Femmes | Hommes | Hommes |
| ------------------ | ------ | ----- | ------ | ------ | ------ | ------ |
| Unité              | Nombre | %     | Nombre | %      | Nombre | %      |
| Population         | 5 787  | 100   | 2 905  | 50,2   | 2 882  | 49,8   |
| Densité (hab./km²) | 27,02  | 27,02 | 13,56  | 13,56  | 13,4   | 13,4   |